# Superman (fumetto)
Superman è il titolo di diverse serie a fumetti dedicate al supereroe eponimo pubblicate negli Stati Uniti d'America dalla DC Comics. La prima serie ha esordito nel 1939 e si è conclusa nel 2011 dopo 714 numeri. Il personaggio aveva già esordito sulla testata antologica Action Comics nel giugno 1938 edita della National Periodical Publication che poi divenne la DC Comics e il successo riscontrato dal personaggio spinse l'editore a dedicargli una propria testata, la prima per un supereroe che arrivò negli anni quaranta a vendere oltre un milione di copie al mese. La serie venne poi intitolata Adventures of Superman dal 1986 fino al 2006, anno in cui tornò alla vecchia denominazione fino alla chiusura nel 2011 quando venne sostituita da una nuova testata omonima, Superman (Vol. 3), pubblicata fino al 2011 quando anche questa venne sostituita da una nuova serie, Superman (Vol. 4). Il primo numero della prima serie ha raggiunto nel 2012 quotazioni superiori ai 700.000 dollari.

## Storia editoriale

### Volume 1
Grazie alla popolarità del personaggio di Superman dopo l'esordio sul primo numero della collana Action Comics, la National Allied Publications decise di lanciare una nuova testata incentrata sul personaggio, cosa che all'epoca era senza precedenti. Il primo numero esordì a giugno 1939. Tutto ciò fu possibile grazie alle vendite elevate e ad un'enorme attività di promozione e il personaggio si trovò protagonista di due testate, cosa mai successa prima. Dal n. 7, sulle copertine comparve la dicitura di "World's Greatest Adventure Strip Characters". Il personaggio di Jimmy Olsen apparve per la prima nella storia "Superman versus The Archer" nel n. 13 (novembre-dicembre 1941). Nei primi anni quaranta la testata arrivò a vendere oltre un milione di copie al mese. Il personaggio di Mister Mxyzptlk venne introdotto nel n. 30 (September 1944). Nel 1948 venne pubblicata sul n. 53 una più dettagliata versione delle origini delpersonaggio in occasione del decimo anniversario dell'esordio di Supeman. La kryptonite verrà introdotta nelle storie a fumetti dopo essere già comparsa nel programma radiofonico incentrato sulle avventure di Superman in una storia realizzata da Bill Finger e Al Plastino. Negli anni cinquanta la testata fu la prima con una rubrica regolare della posta a partire dal n. 124 (settembre 1958). Secondo lo storico Les Daniels, Curt Swan divenne nei primi anni sessanta il disegnatore principale della testata e aggiorno la caratterizzazione grafica del personaggio rispetto alla precedente versione di Wayne Boring. Jim Shooter e Swan realizzarono il primo incontro fra Superman e Flash nella storia "Superman's Race With the Flash!" nel n. 199 (Aug. 1967). Negli anni settanta, autori come Julius Schwartz, Denny O'Neil e Curt Swan semplificarono la mitologia del personaggio iniziando eliminando la Kryptonite. Gli autori Cary Bates e Swan introdussero nuovi personaggi come il supercriminale Terra-Man (n. 249, marzo 1972) e il supereroe Vartox (n. 281, nov. 1974). In occasione del n. 300 (giugno 1976) venne pubblicata una storia fuori dalla continuity ufficiale di Bates e Maggin nella quale Superman bambino atterrava sulla Terra nel 1976 diventando un supereroe adulto nel 2001. La DC riconobbe nei crediti della testata come autori del personaggio Jerry Siegel e Joe Shuster i quali erano stati cancellati decenni prima a partire dal n. 302 (agosto 1976). La serie raggiunse il n. 400 a ottobre 1984 e venne celebrato pubblicandovi opere di molti famosi fumettisti americani compresa l'unico lavoro mai fattoper la DC di Jim Steranko oltre a un'introduzione dello scrittore Ray Bradbury.
La testata venne pubblicata senza interruzione fino al 1986 quando tutte le testate dedicate al personaggio vennero sospese durante la pubblicazione della miniserie Man of Steel di John Byrne. La DC Comics rilanciò tutte le testate a seguito degli eventi narrati nel ciclo di storie Crisi sulle Terre infinite, una maxiserie del 1985 con il quale si mise ordine nel vasto universo narrativo dei personaggi della DC Comics sottoponendo Superman e il suo mondo ad un'accurata revisione per mano di John Byrne. Venne poi pubblicata un'ultima storia per dare un taglio con tutto quello che era successo prima, Che cosa è successo all'Uomo del Domani? di Alan Moore che venne pubblicata nel n. 423 che sarebbe stato l'ultimo numero prima che il fumetto venisse rilanciato come Adventures of Superman continuandone però la numerazione da dove aveva interrotto (n. 424). Una nuova testata Superman (Vol. 2) esordì nel 1986, pubblicata parallelamente ad Adventures of Superman la quale, cominciata col n. 424 (gennaio 1987), proseguì fino al n. 649 (aprile 2006), per un totale di 228 numeri mensili; Superman (Vol. 2) venne pubblicata fino all'aprile 2006 quando Adventures of Superman riprese a intitolarsi Superman (Vol. 1).
Nel primo periodo le trame delle storie pubblicate su Superman (Vol. 2) e Adventures of Superman, erano spesso collegate e per coordinarle fra loro, dal gennaio 1991 al gennaio 2002, sulle copertine comparvero i "numeri triangoli" o "numeri scudo"; le storie del personaggio continuarono a comparire anche su Action Comics e poi in altre due serie, Superman: The Man of Steel e Superman: The Man of Tomorrow. Dopo il febbraio 2002, l'integrazione tra i fumetti di Superman fu meno frequente e i restanti numeri di Adventures of Superman spesso cominciarono a contenere storie autonome. Il numero finale (n. 649), tuttavia, fu parte di un crossover in tre parti con Superman (Vol. 2) e Action Comics, un omaggio al Superman di Terra-2 agli inizi del ciclo di storie noto come Crisi infinita. Nei suoi ultimi anni, Adventures of Superman venne scritto da Greg Rucka. Trame note inclusero il criminale Ruin, il tentativo di assassinio di Lois Lane e un numero di comparse di Mister Mxyzptlk. All'interno dell'evento Crisi Infinita Superman (Vol. 2) arrivò fino al n. 226 (aprile 2006) e poi fu chiusa e Adventures of Superman venne riportato al suo titolo originale, Superman (Vol. 1), con il n. 650 (maggio 2006), come parte della storia Un anno dopo. Action Comics continuò invece normalmente la sua pubblicazione. Gli speciali annuali ritornarono alla numerazione legata alla prima serie continuando dal n. 13.
Il personaggio fu coinvolto nella miniserie Countdown a Crisi Finale, dando prospettiva a determinati avvenimenti come gli eventi che precedettero la scomparsa del Nuovo Dio Raggio di Luce. Nel 2008, James Robinson rimpiazzò lo scrittore Kurt Busiek dopo i suoi 25 numeri; Robinson cominciò con la storia La Venuta di Atlas e fece un collegamento tra Superman, Action Comics e Supergirl che diede inizio a una lunga storia al fianco degli eventi di Nuova Krypton. La maggior parte delle storie di Robinson vide protagonisti Mon-El e il Guardiano, mentre Superman si trasferì sul pianeta di Nuova Krypton. L'ultimo numero di Robinson fu il n. 699, collegato a Last Sand of New Krypton, e il n. 700 nel giugno 2010 vide il ritorno di Superman sulla Terra con l'esordio dello scrittore J. Michael Straczynski e del disegnatore Eddy Barrows che cominciarono il ciclo di storie Grounded, che vede Superman cominciare un lungo cammino attraverso gli Stati Uniti al fine di ottenere una connessione con il suo pianeta adottivo, che lui sentì di aver perduto mentre si trovava su Nuova Krypton. La serie chiuse nel 2011 con il n. 711.

### Volume 3 - The New 52
All'interno del progetto di rilancio della linea editoriale della DC Comics, The New 52, che nel 2011 interruppe tutte le testate che pubblicava facendo partire 52 serie regolari tra vecchi e nuovi titoli, la testata dedicata a Superman venne interrotta e sostituita da una terza serie, Superman (vol. 3), che venne pubblicata per 52 numeri fino al 2016.

### Volume 4 - Rebirth
Nel 2016 ci fu un nuovo rilancio del catalogo editoriale della DC Comics, denominato Rebirth, all'interno del quale venne inaugurata una quarta serie dedicata al personaggio, Superman (vol. 4).